# Amon Tobin
Amon Tobin, właśc. Amon Adonai Santos de Araujo Tobin (ur. 7 lutego 1972 w Rio de Janeiro) – brazylijski muzyk i DJ występujący również pod pseudonimami Cujo i Two Fingers.
Jego twórczość opiera się na samplingu wielu nowoczesnych gatunków muzycznych, ze szczególnym uwzględnieniem jazzu (zwłaszcza jako Cujo). Album ISAM, wydany w 2011 roku, był jego pierwszym pozbawionym sampli. Pod pseudonimem Two Fingers tworzy od 2009 roku muzykę znacznie bardziej taneczno-dyskotekową w porównaniu z wydawnictwami pod własnym nazwiskiem.

## Życiorys
Amon Adonai Santos de Araujo Tobin urodził się w Rio de Janeiro w Brazylii. W wieku 8 lat przeprowadził się do Anglii, gdzie zainteresował się hip-hopem, bluesem i jazzem. Wydał cztery EPki i jeden longplay pod pseudonimem Cujo (zaczerpniętym z powieści pod tym samym tytułem autorstwa Stephena Kinga). Po podpisaniu kontraktu z wytwórnią Ninja Tune tworzył pod własnym nazwiskiem, a w ostatnich latach również pod pseudonimami Two Fingers i Eskamon (w duecie z Eskmo). W swojej dyskografii ma m.in. ścieżkę dźwiękową do gry Splinter Cell: Chaos Theory oraz soundtrack do filmu Taxidermia. W latach 2009–2010 powstała seria Monthly Joint, składająca się z wydawanych co miesiąc utworów niezwiązanych z powstającym w tym czasie albumem ISAM, a wydana w 2010 roku jako album mp3.
Tobin znany jest z twórczego użycia sampli. Ich zakres jest bardzo szeroki – od starych nagrań do dźwięków motocykli (Supermodified), a nawet akustyki budynków (Out From Out Where). Sample są często przez niego modyfikowane tak, że trudno rozpoznać ich źródło. W jednym utworze Tobin wykorzystuje nawet do 80 różnych sampli.
W 2006 roku został zaproszony do współpracy przez amerykańskiego wokalistę Mike'a Pattona. Nagrali razem utwór pod tytułem "Don't Even Trip", który znalazł się na płycie Peeping Tom.
W przeciwieństwie do wielu kolegów z Ninja Tune Tobin koncertuje rzadko i występuje solo, bez wsparcia zespołu. Po wydaniu ISAM w 2011 roku rozpoczął jednak większą trasę koncertową, w ramach której łączy muzykę z efektami wizualnymi. Zapis fragmentów koncertów został wydany w 2013 roku na płycie CD i DVD.
W sierpniu 2002 roku Tobin przeprowadził się z brytyjskiego Brighton do Montrealu (Kanada).

## Dyskografia
- Bricolage (1997)
- Permutation (1998)
- Supermodified (2000)
- Out From Out Where (2002)
- Solid Steel Presents Amon Tobin: Recorded Live (2004)
- Chaos Theory - Splinter Cell 3 Soundtrack (2005)
- Foley Room (2007)
- Chaos Theory Remixed – Splinter Cell 3D Soundtrack (remiksy utworów z płyty Chaos Theory – Splinter Cell 3 Soundtrack, 2011)
- ISAM (2011)
- Dark Jovian (2015; EP)

### Cujo
- Adventures in Foam (1996)

### Two Fingers
- Two Fingers (2009)
- Two Fingers – Instrumentals (2009)
- Stunt Rhythms (2012)

### Single i EP
- Curfew (1995) (jako Cujo)
- The Remixes (1996) (jako Cujo)
- Creatures (1996)
- Chomp Samba (1997)
- Mission (1997)
- Pirahna Breaks (1997)
- Like Regular Chickens (Danny Breaks & Dillinja Remixes) (1998)
- 4 Ton Mantis (2000)
- Slowly (2000)
- East To West (2002)
- Verbal (2002)
- Verbal Remixes & Collaborations EP (2003)
- Angel Of Theft (2004) (jako Player)
- The Lighthouse (2005)
- Taxidermia (2006)
- Bloodstone EP (2007)
- Kitchen Sink Remixes (2007)
- Taxidermia EP (2008)
- Bad Girl (2009) (jako Two Fingers)
- Monthly Joint Series EP (2010)
- Surge (2011)
- Fools Rhythm (2011) (jako Two Fingers)
- Fine Objects (2012) (jako Eskamon)
- Sweden B/W Razorback (2012) (jako Two Fingers)
- Vengeance Rhythm (2012) (jako Two Fingers)